# Cylinder

En cirkulär och rät cylinder

En cylinder är en tredimensionell rymdgeometrisk kropp (okänt inre) som avgränsas av två kongruenta, parallellförskjutna plana ytor (basytor) och den mantelyta som bildas när en linje ("generatris") som förbinder motsvarande punkter på båda basytorna får löpa längs basytans hela omkrets. I det allmännaste fallet kan vilken plan yta som helst användas som bas, och parallellförskjutningen kan ha vilken vinkel som helst mot basytan. Det vinkelräta avståndet mellan ytorna kallas cylinderns höjd. Ifall basytorna är polygoner är cylindern ett prisma.

## Volym och yta
Cylinderns volym är basytan gånger höjden. Mantelytans area är basytans omkrets gånger generatrisens längd.
Om ytorna ligger i samma plan, är höjden och volymen lika med noll. Om generatrisen är vinkelrät mot basytan, är den lika med höjden och cylindern kallas rät. Om basytan är en ellips, kallas cylindern elliptisk.  Om basytan är en cirkel, kallas cylindern cirkulär.
Volymen av en rät cirkulär cylinder med höjden h och radien r är π r2 h. Den totala arean är 2 π r h+2 π r2, det vill säga omkretsen gånger höjden dvs mantelytan plus "botten" och "locket".
Ordet cylinder används ibland även när man bara avser mantelytan, detta gäller i synnerhet för elliptiska och cirkulära cylindrar. Exempelvis kan ett rör kallas för cylinder, vilket förklarar hur maskindelen cylinder fått sitt namn.

### Area
- arean på toppen: πr2
- arean på botten: πr2
- mantelarean: 2πrh